# Androgynos

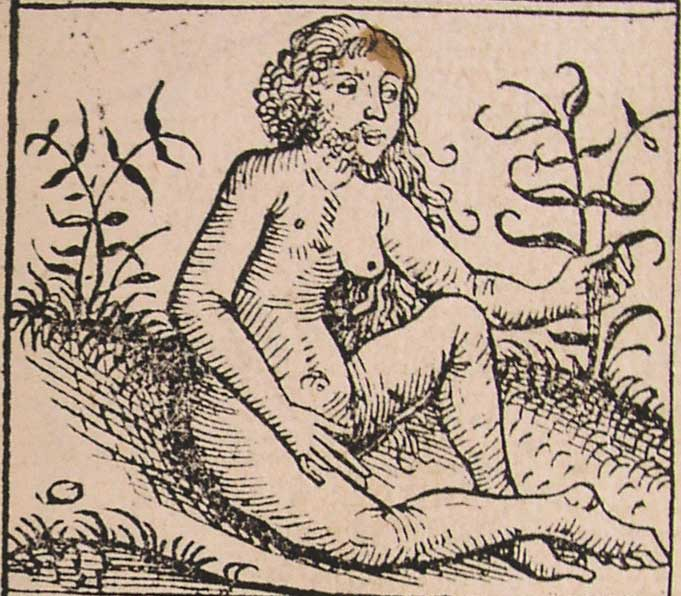

Androgynos (altgriechisch ἀνδρόγυνος andrógynos, wörtlich „der Mannweibliche“, Plural andrógynoi) ist ein Begriff der altgriechischen Sprache, der insbesondere in der literarischen Mythologie eine Rolle spielt. Das Wort ist aus ἀνήρ anḗr (Genitiv ἀνδρός andrós) „Mann“ und γυνή gynḗ „Frau“ gebildet.
Ursprünglich bezeichnete der Ausdruck nur „weibische“, verweiblichte Männer wie die in Herodots Historien erwähnten Wahrsager bei den Skythen. Bei Platon kommt das Wort erstmals mit einer neuen Bedeutung vor: In seinem Sprachgebrauch sind androgynoi mythische Wesen, die androgyn sind, das heißt sowohl männliche als auch weibliche Geschlechtsmerkmale aufweisen.
Im Talmud wird der Umgang mit Zwittern in einem eigenen, recht kurzen Abschnitt (Pereq) namens Androgynos thematisiert, und zwar wird diskutiert, in welcher Hinsicht ein Zwitter Männern oder Frauen gleicht, in welcher Hinsicht Männern und Frauen und in welcher Hinsicht weder Männern noch Frauen. Der Abschnitt gehört nicht zur eigentlichen Mischna, sondern wurde der Tosephta (Bikkurim 2) entnommen und in der Folge erweitert. In der ersten Talmudausgabe fehlt er vollständig, findet sich aber bereits in der ersten Mischnaausgabe  (Neapel 1492).

## Der platonische Mythos
Weithin bekannt wurde der Begriff in der Antike durch den Mythos von den Kugelmenschen, den Platon in seinem fiktiven, literarisch gestalteten Dialog Symposion (Das Gastmahl) erzählen lässt. Hier liegt der älteste Beleg für androgynos im Sinne von Androgynie vor. Platon hat den Mythos selbst erfunden und dabei alte mythische Motive verwertet. Der Kerngedanke kommt auch in außereuropäischen Mythen vor.
Platons fiktiver Erzähler ist der Komödiendichter Aristophanes. Er nimmt an dem Gastmahl teil, dessen Verlauf der Dialog schildert. Jeder Teilnehmer hält eine Rede über den Eros, der das Thema der Zusammenkunft ist. Die Rede des Aristophanes bietet eine mythische Erklärung für die Entstehung des erotischen Begehrens. Dem Mythos zufolge hatten die Menschen ursprünglich kugelförmige Rümpfe sowie vier Hände und Füße und zwei Gesichter auf einem Kopf. In ihrem Übermut wollten sie den Himmel stürmen. Dafür bestrafte sie Zeus, indem er jeden von ihnen in zwei Hälften zerlegte. Diese Hälften sind die heutigen Menschen. Sie leiden unter ihrer Unvollständigkeit; jeder sucht die verlorene andere Hälfte. Die Sehnsucht nach der einstigen Ganzheit zeigt sich in Gestalt des erotischen Begehrens, das auf Vereinigung abzielt. Manche Kugelmenschen waren rein männlich, andere rein weiblich, wiederum andere – die androgynoi – hatten eine männliche und eine weibliche Hälfte. Die rein männlichen stammten ursprünglich von der Sonne ab, die rein weiblichen von der Erde, die androgynen vom Mond. Mit dieser unterschiedlichen Beschaffenheit der Kugelmenschen erklärt Platons Aristophanes die Unterschiede in der sexuellen Orientierung. Nur die aus androgynoi entstandenen Menschen sind heterosexuell veranlagt.
Platons Aristophanes, der selbst homoerotisch veranlagt ist, äußert seine Wertschätzung für die aus rein männlichen Kugelmenschen hervorgegangenen Homoerotiker. Über die androgynoi bemerkt er abschätzig, dass zu ihnen die meisten Ehebrecher und Ehebrecherinnen gehören. Er unterstellt ihnen eine Neigung zu sexuellem Suchtverhalten und einen damit zusammenhängenden Mangel an Treue. Außerdem erwähnt er, dass zu seiner Zeit androgynos nur noch als Schimpfwort verwendet worden sei. Tatsächlich hatte das Wort im normalen Sprachgebrauch einen verächtlichen Sinn („weibischer Mann“, „Feigling“).

## Rezeption des Mythos
Jüdische Ausleger des Schöpfungsberichts im ersten Buch Mose, dem zufolge Gott den Menschen „als Mann und Frau“ oder „als männlich und weiblich“ schuf, zogen bei der Interpretation der Stelle den platonischen Mythos heran, da sie eine Analogie zwischen Platons Androgynos und dem ersten Menschen Adam sahen. Nach der androgynen Deutung besaß Adam vor der Aufspaltung durch die Erschaffung Evas aus seiner Rippe eine sowohl männliche als auch weibliche Natur.
Der Kirchenvater Eusebius von Caesarea meinte, Platon habe den biblischen Schöpfungsbericht gekannt und für sein Symposion verwertet, doch habe er ihn nicht richtig verstanden.
In der Renaissance setzte eine neue Rezeption ein. Der einflussreiche Humanist Marsilio Ficino veröffentlichte 1484 in Florenz seine lateinische Übersetzung von Platons Symposion. Außerdem schrieb er dazu einen lateinischen Kommentar in Dialogform, das Commentarium in convivium Platonis de amore, das gewöhnlich kurz De amore – Über die Liebe – genannt wird. Dieses ebenfalls 1484 gedruckte Werk wurde auch in einer italienischen (toskanischen) Fassung mit dem Titel El libro dell’amore verbreitet. Damit wurde erstmals seit dem Ende der Antike der platonische Androgynie-Mythos einem breiten gebildeten Lesepublikum Mittel- und Westeuropas zugänglich. Im Kommentar vermied Ficino den Ausdruck androgyn und deutete die drei Geschlechter der Kugelmenschen allegorisch. Indem er sie als Sinnbilder für drei unterschiedlich veranlagte Seelentypen auffasste und den „gemischten“ (mannweiblichen) Seelen die Tugend der Gerechtigkeit als göttliche Gabe zuwies, vermied er den damals anstößigen körperlich-sexuellen Bezug. Außerdem interpretierte er die Teilung der Androgynoi christlich als allegorische Darstellung der Trennung der abtrünnigen Seele vom göttlichen Bereich: Durch den Sündenfall hat sich die Seele von ihrer göttlichen Hälfte getrennt, und seither verfügt sie nicht mehr über das göttliche Licht, sondern nur noch über das natürliche. Durch Eros (Amor), das Einheit stiftende Prinzip, kann sie jedoch ihre ursprüngliche Vollkommenheit wiedererlangen. Mit der Neutralisierung der sexuellen Affekte passte Ficino den Mythos den Anforderungen der herrschenden höfischen Verhaltensnormen und einer christlichen Platoninterpretation an. Damit ermöglichte er die höfische Rezeption des Androgynie-Motivs.
In Frankreich begann die literarische Rezeption 1534 mit dem Roman Gargantua von François Rabelais. Dort zeigt das Emblem an der Mütze des jungen Riesen Gargantua einen Androgynos, der im Gegensatz zu Platons Schilderung zwei Köpfe hat, die nach innen schauen. Rabelais erhielt die Anregung wohl unmittelbar vom Symposion, auf das er sich ausdrücklich berief; der griechische Text lag ihm vor.
In der ersten Hälfte des 16. Jahrhunderts wurde der Mythos insbesondere im Umkreis der Königin Margarete von Navarra literarisch verwertet. Die Königin, die selbst als Schriftstellerin und Dichterin hervortrat, griff das Sehnsuchtsmotiv in ihrer Dichtung Les prisons auf, wobei sie an Ficinos Deutung anknüpfte. Außerdem fügte sie in ihr Heptaméron, eine Sammlung von Erzählungen, eine Erörterung der Suche nach der verlorenen Hälfte ein. Zu den Kulturträgern, die Margarete förderte, gehörte der Dichter Antoine Héroet, der in seinem 1542 publizierten Gedicht L’Androgyne de Platon das Thema auf der Grundlage von Ficinos Symposion-Übersetzung behandelte. In Héroets sehr populärem Werk – zwischen 1542 und 1568 sind fünfzehn Ausgaben nachgewiesen – wird der Mythos ans höfische Leben angepasst. Die oft wechselhaften erotischen Beziehungen der adligen Höflinge erhalten einen mythischen Hintergrund und eine Rechtfertigung: Sie erscheinen als Versuche der getrennten Hälften androgyner Kugelmenschen, die verlorene Hälfte wiederzufinden. Die dabei unvermeidlichen Irrtümer erklären und entschuldigen die Untreue in der Partnerschaft. Die Beliebtheit von Héroets Dichtung bewirkte, dass das Wort androgyne als französisches Substantiv und Adjektiv in den Wortschatz der Gebildeten aufgenommen wurde, und um die Mitte des 16. Jahrhunderts begann man den Ehepartner oder eine geliebte Person als „meine Hälfte“ zu bezeichnen. Interesse an der Thematik zeigte eine Reihe von Dichtern, darunter Bonaventure des Périers, der Sekretär Königin Margaretes. Er befasste sich in seinem Gedicht Blason du nombril, das 1550 postum erschien, mit dem Schicksal der platonischen Androgynoi. Deren Bestrafung beurteilte des Périers als zu harte Maßnahme der Gottheit. In der französischsprachigen Dichtung des 16. Jahrhunderts wurde auch der Gedanke vorgetragen, dass die Ehe als Vereinigung der getrennten Hälften zu betrachten sei.
Der jüdische Philosoph Jehuda ben Isaak Abravanel (Leone Ebreo) ging im dritten Buch seiner 1535 postum veröffentlichten Dialoghi d’amore (Dialoge über die Liebe) auf Platons Mythos ein. Er verband die Erzählung im Symposion mit seiner Auslegung des Schöpfungsberichts im ersten Buch Mose. Die Erschaffung des Menschen „als männlich und weiblich“ deutete er als Aussage über den Urmenschen Adam, der nach seinem Verständnis dem platonischen Androgynos entspricht. Platons Zuordnung der androgynen Kugelmenschen zum Mond ergibt sich nach der Interpretation des jüdischen Denkers aus der Mittelstellung des Mondes zwischen Sonne und Erde. Der Mond als Symbol der mannweiblichen Seelennatur des Urmenschen vermittelt zwischen der Sonne, die für den „männlichen“ Intellekt steht, und der Erde, die das Symbol der „weiblichen“ Körperlichkeit ist. Die mythische Zerlegung der Kugelmenschen in zwei Hälften entspricht für Jehuda Abravanel der Erschaffung Evas aus einer Rippe Adams, das heißt durch Entzweiung des androgynen Urmenschen. Diese Aufspaltung Adams wird wie im platonischen Mythos als Strafe aufgefasst: Gott hat damit eine Ursünde des ersten Menschen bestraft, die schon vor dem späteren Sündenfall begangen worden war. Der anfangs androgyne Adam symbolisiert die höherwertige geistige Liebe, die erst durch die Abtrennung Evas einen körperlichen Aspekt erhielt.
In italienischen Liebestraktaten des 16. Jahrhunderts wurde der platonische Androgynos gern als Argumentationshilfe herangezogen. Debatten über den Vorrang der geistigen Liebe gegenüber dem körperlichen Begehren und den Umgang mit den erotischen Leidenschaften sowie über die Ebenbürtigkeit der Geschlechter waren ein beliebter Ausdruck der höfischen Gesprächskultur. Das Androgyniekonzept des Mythos diente dabei zur Illustration des Ideals einer edlen geistigen Liebe und der Gleichrangigkeit von Mann und Frau im aristokratischen Milieu. In Pietro Bembos Dialog Gli Asolani wird aus der Halbheit der zerlegten androgynen Kugelmenschen die Naturnotwendigkeit der Erotik abgeleitet und damit der These widersprochen, die Liebe sei als Leidensprinzip aufzufassen.